# Вір'є-ле-Петі
Вір'є́-ле-Петі́ (фр. Virieu-le-Petit) — колишній муніципалітет у Франції, у регіоні Овернь-Рона-Альпи, департамент Ен. Населення — 307 осіб (2011).
Муніципалітет був розташований на відстані близько 420 км на південний схід від Парижа, 75 км на схід від Ліона, 55 км на південний схід від Бург-ан-Бресса.

## Історія
До 2015 року муніципалітет перебував у складі регіону Рона-Альпи. Від 1 січня 2016 року належав до нового об'єднаного регіону Овернь-Рона-Альпи.
1 січня 2019 року Вір'є-ле-Петі, Брена, Шаворне i Лош'є було об'єднано в новий муніципалітет Арв'єр-ан-Вальроме.

## Демографія
Динаміка населення (Cassini ):
Розподіл населення за віком та статтю (2006):
| Стать | Всього | До 15 років | 15-24 | 25-44 | 45-64 | 65-85 | Понад 85 |
| --- | ------ | ----------- | ----- | ----- | ----- | ----- | -------- |
| Чоловіки | 140    | 12          | 24    | 28    | 52    | 24    | 0        |
| Жінки | 168    | 36          | 12    | 36    | 60    | 20    | 4        |
| \| Статево-вікова піраміда \| Статево-вікова піраміда \| Статево-вікова піраміда \| \| ----------------------- \| ----------------------- \| ----------------------- \| \| Чоловіки \| Вік \| Жінки \| \| 0 \| 85 + \| 4 \| \| 4 \| 80-84 \| 4 \| \| 4 \| 75-79 \| 8 \| \| 8 \| 70-74 \| 4 \| \| 8 \| 65-69 \| 4 \| \| 12 \| 60-64 \| 16 \| \| 16 \| 55-59 \| 12 \| \| 8 \| 50-54 \| 16 \| \| 16 \| 45-49 \| 16 \| \| 20 \| 40-44 \| 12 \| \| 4 \| 35-39 \| 16 \| \| 4 \| 30-34 \| 0 \| \| 0 \| 25-29 \| 8 \| \| 16 \| 20-24 \| 0 \| \| 8 \| 15-20 \| 12 \| \| 8 \| 10-14 \| 12 \| \| 0 \| 5-9 \| 16 \| \| 4 \| 0-4 \| 8 \| |        |             |       |       |       |       |          |
| Статево-вікова піраміда |        |             |       |       |       |       |          |
| Чоловіки | Вік    | Жінки       |       |       |       |       |          |
| 0 | 85 +   | 4           |       |       |       |       |          |
| 4 | 80-84  | 4           |       |       |       |       |          |
| 4 | 75-79  | 8           |       |       |       |       |          |
| 8 | 70-74  | 4           |       |       |       |       |          |
| 8 | 65-69  | 4           |       |       |       |       |          |
| 12 | 60-64  | 16          |       |       |       |       |          |
| 16 | 55-59  | 12          |       |       |       |       |          |
| 8 | 50-54  | 16          |       |       |       |       |          |
| 16 | 45-49  | 16          |       |       |       |       |          |
| 20 | 40-44  | 12          |       |       |       |       |          |
| 4 | 35-39  | 16          |       |       |       |       |          |
| 4 | 30-34  | 0           |       |       |       |       |          |
| 0 | 25-29  | 8           |       |       |       |       |          |
| 16 | 20-24  | 0           |       |       |       |       |          |
| 8 | 15-20  | 12          |       |       |       |       |          |
| 8 | 10-14  | 12          |       |       |       |       |          |
| 0 | 5-9    | 16          |       |       |       |       |          |
| 4 | 0-4    | 8           |       |       |       |       |          |

## Економіка
2010 року серед 201 особи працездатного віку (15—64 років) 122 були активними, 79 — неактивними (показник активності 60,7%, у 1999 році було 62,2%). З 122 активних мешканців працювало 118 осіб (64 чоловіки та 54 жінки), безробітними було 4 (1 чоловік та 3 жінки). Серед 79 неактивних 15 осіб було учнями чи студентами, 18 — пенсіонерами, 46 були неактивними з інших причин.

У 2010 році в муніципалітеті числилось 155 оподаткованих домогосподарств, у яких проживали 295,5 особи, медіана доходів виносила 17 531 євро на одного особоспоживача